# Burg Bischofstein (Schweiz)
Die Bischofstein ist die Ruine einer mittelalterlichen Kammburg im Ergolztal im Schweizer Kanton Basel-Landschaft.

## Lage
Nördlich von Sissach (auf der Gemeindegrenze zwischen Sissach und Böckten) liegt die Ruine Bischofstein in unmittelbarer Nachbarschaft (100 Meter nördlich) zur Ruine Itkon bei 698 m ü. M. auf dem Kamm des Chienberges. Die Ruine ist von Sissach oder von der Sissacherfluh her auf Wander- und Fusswegen gut zu erreichen.

## Anlage
Die Burg Bischofstein wurde entlang eines lotrechten Felsabsturzes errichtet, der einen natürlichen Schutz der Festung im Nordwesten bildet. Die anderen Seiten wurden durch ein tiefes Grabensystem vom umgebenden Gelände abgetrennt.
Es können zwei Bauphasen unterschieden werden:
- Die Originalburg: Der Bering folgt dem unregelmässigen Verlauf des Felskopfes. Während er über dem Felsabsturz nur recht schwach ausgeführt ist, erreicht er über dem Graben eine Dicke von über eineinhalb Metern. Der ursprüngliche Zugang erfolgte von Nordosten her aus dem Graben über eine Rampe (an der Innenseite der Ringmauer sind noch Reste der Toranlage zu erkennen). Das Tor war (wie meist in dieser Region) in Form einer kräftigen Tür ausgeführt. Dominiert wurde und wird die Anlage von einem runden Bergfried mit einer Mauerstärke von 2 Meter 30 und einer lichten Weite von nur rund 3 Metern. Die ursprüngliche Höhe und Abdeckung ist unsicher, Horand nimmt an, dass er bis 20 Meter hoch gewesen und ein Kegeldach getragen haben könnte. Die zwischen der Ringmauer und dem Bergfried liegenden Gebäude waren als Steinbauten ausgeführt und deren Funktion konnte teilweise bestimmt werden. So lag ein Palas mit zwei Räumen südwestlich des Bergfrieds -- mit je einem ebenerdigen Zugang aus dem Burghof. Der nördliche Raum des Palas war sogar unterkellert. Die oberen Fenster des Palas waren -- ein Zeichen von Wohlstand -- mit spitzbogigen Reihenfenstern aus rotem Sandstein errichtet worden: Diese im Schutt der Ruine gefundenen Fenstergewände wurden in den restaurierten Mauerteilen als Anschauungsobjekte eingefügt (nicht am ursprünglichen Platz). Gemäss Annahmen von Horand wurden die Steingebäude im südlichen Teil der Burg als Stall (unten) und Wohngebäude (oben) benutzt. Im nördlichen Teil des Burghofes wurde die Filterzisterne eingebaut, die wohl vom Dachwasser der umliegenden Gebäude (Stein- und Holzbauten) gespeist wurde.

- Erweiterung: Eine geschützte Filterzisterne und eine neue, äussere Toranlage mit Zwinger wurden im Westen und Süden der Anlage angebaut. Bei dieser Ausbauphase wurde im ursprünglichen, südlichen Bering ein inneres Tor ausgebrochen (Durchgang vom Zwinger in den Burghof) und das alte Tor zugemauert.

Die Herren von Eptingen konnten sich offenbar eines für damalige Verhältnisse recht komfortablen Lebensstils erfreuen: Die vielen vorgefundenen, guterhaltenen Ofenkacheln (glasierte und unglasierte Ausführungen) deuten auf mehrere Öfen hin, die Fenster waren teilweise verglast (Scheiben mit Bleiruten gefasst). Auch die vielen Eisenteile, eine fast komplette Messingpfanne und sogar ein Malschloss aus Bronze deuten auf beträchtlichen Wohlstand hin.
Bei der Errichtung der Festung wurde nicht nur das frische Material aus den Halsgräben verwendet, sondern es ist anzunehmen, dass auch die unmittelbar danebenliegende Ruine Itkon – die damals schon am Zerfallen war -- als Baumateriallieferant ausgebeutet wurde.

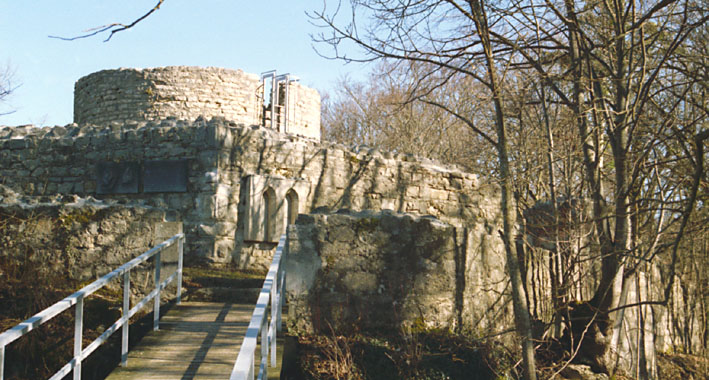
Zwingeranlage, Toranlage und Turm
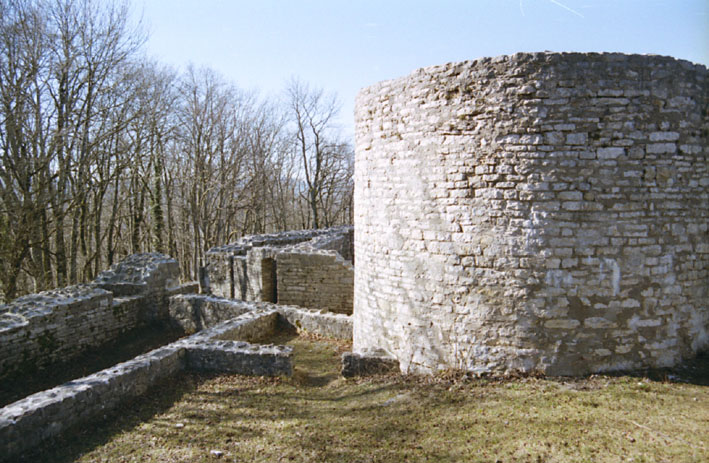
Bergfried und Gebäude der Originalburg
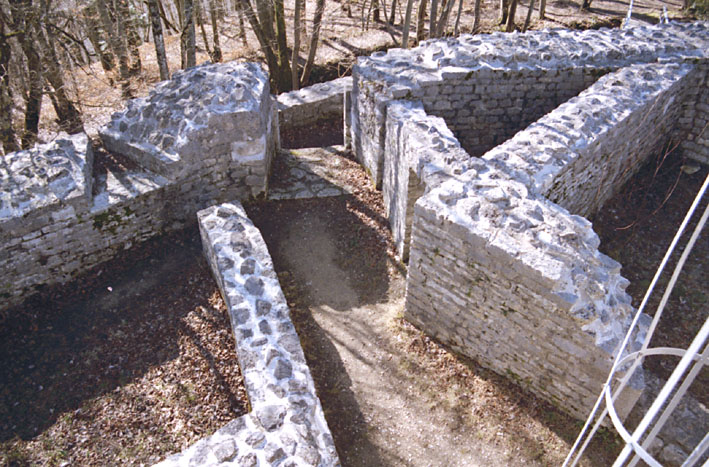
Bering, inneres Tor und dahinter neueren Zwinger
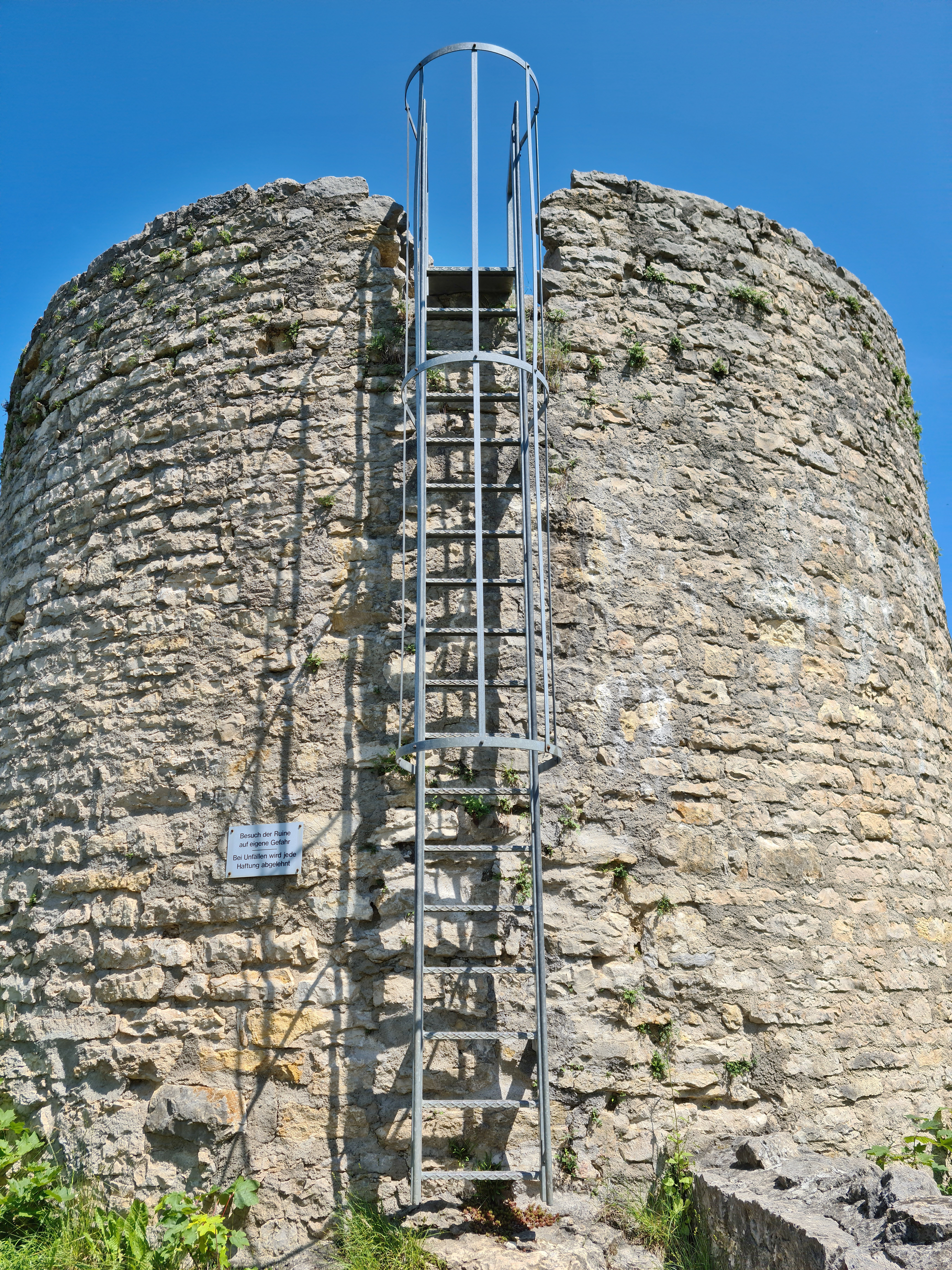
Leiter zum Aussichtsturm
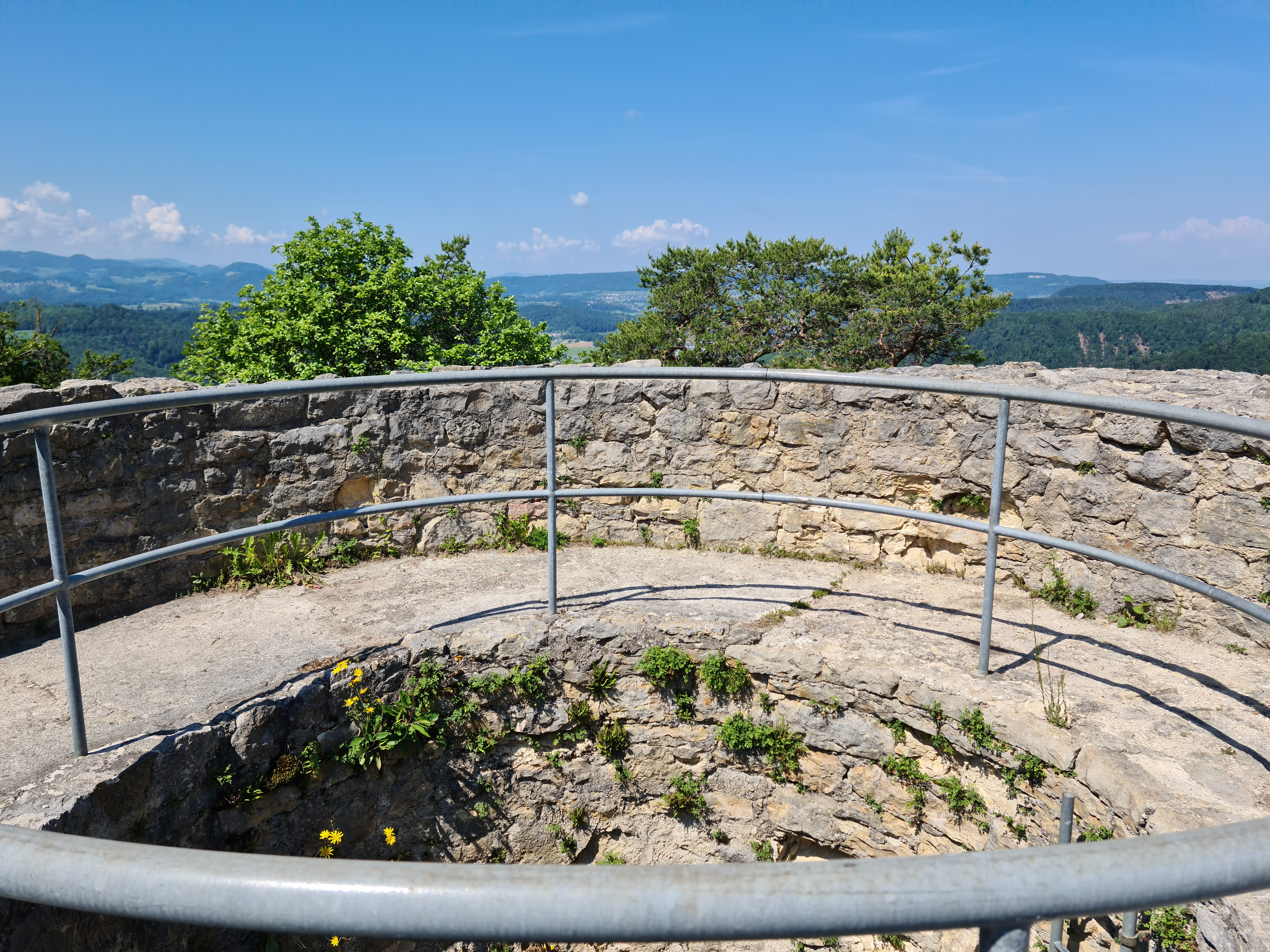
Aussichtsplattform

## Geschichte
Nach dem Aussterben der Familie von Itkon übernahmen bzw. erbten die Herren von Eptingen deren Besitz in der Gegend des Chienberges und errichteten um 1250 die Burg Bischofstein. Wie zu der Zeit oft üblich, wurde die Burg – zur Sicherstellung eines besseren Schutzes – an einen Landesherren (in diesem Falle an den Bischof von Basel) übergeben und als Lehen zurückerhalten (erster Nachweis: 1311 Ulrich von Bischofstein): Hier wurde sogar der Name der Festung entsprechend gewählt, um diese Übertragung und den resultierenden Schutz sichtbar zu machen.
Die Burg Bischofstein scheint 1356 im Erdbeben von Basel beschädigt worden zu sein. Ältere Berichte sprechen von einer Reparatur und Nutzung der Burg bis ins 15. Jahrhundert, aber diese Annahme scheint gemäss Meyer aus einer Fehldatierung des Fundmaterials zu resultieren: Glasfunde wurden von den Ausgräbern 1937/38 zu jung datiert. So ist anzunehmen, dass die Eptinger dieser Festung bei den Reparaturarbeiten keine Priorität zuwiesen und sie zerfallen liessen.
In der Mitte des 15. Jahrhunderts verkauften die Eptinger Bischofstein an die Basler Ministerialen‚ die Herren von Rhein und bereits am 15. November 1464 verkauften diese Bischofstein an Wernher Truchsess von Rheinfelden und Peter Offenburg von Basel. Schon kurz darauf gaben die Truchsessen von Rheinfelden den Besitz auf und die Offenburger blieben für rund 100 Jahre die Alleinbesitzer. Am 24. Januar 1560 geht dann die Ruine mit den zugehörigen Gütern und Rechten (die Ruine selbst war wohl kaum noch interessant, hingegen die Güter und Rechte sehr wohl) an die Stadt Basel über, welche sie zur Verwaltung dem Amt Farnsburg zuteilte.
Leider wurden auf Bischofstein immer wieder Schatzgräbereien durchgeführt, die archäologisch interessante Funde vernichteten. Eine erste durch Geschichtsinteresse motivierte Grabung wurde 1914/16 durchgeführt und förderte erste Mauerzüge und einen Teil des Bergfriedes zu Tage. Das dadurch aufflammende Interesse resultierte 1926 -- dank finanzieller Unterstützung der Bürgergemeinde Sissach -- in einer Weiterführung der Grabungsarbeiten. 1937/38 wurde die Ruine dann komplett ausgegraben und konservierend restauriert: Diese Arbeit integrierte auch die früher gemachten Funde.